# Discocactus heptacanthus
Discocactus heptacanthus ist eine Pflanzenart aus der Gattung Discocactus in der Familie der Kakteengewächse (Cactaceae). Das Artepitheton heptacanthus leitet sich von den griechischen Worten hepta für ‚sieben‘ sowie akantha für ‚Dorn‘ ab und verweist auf Anzahl der Dornen.

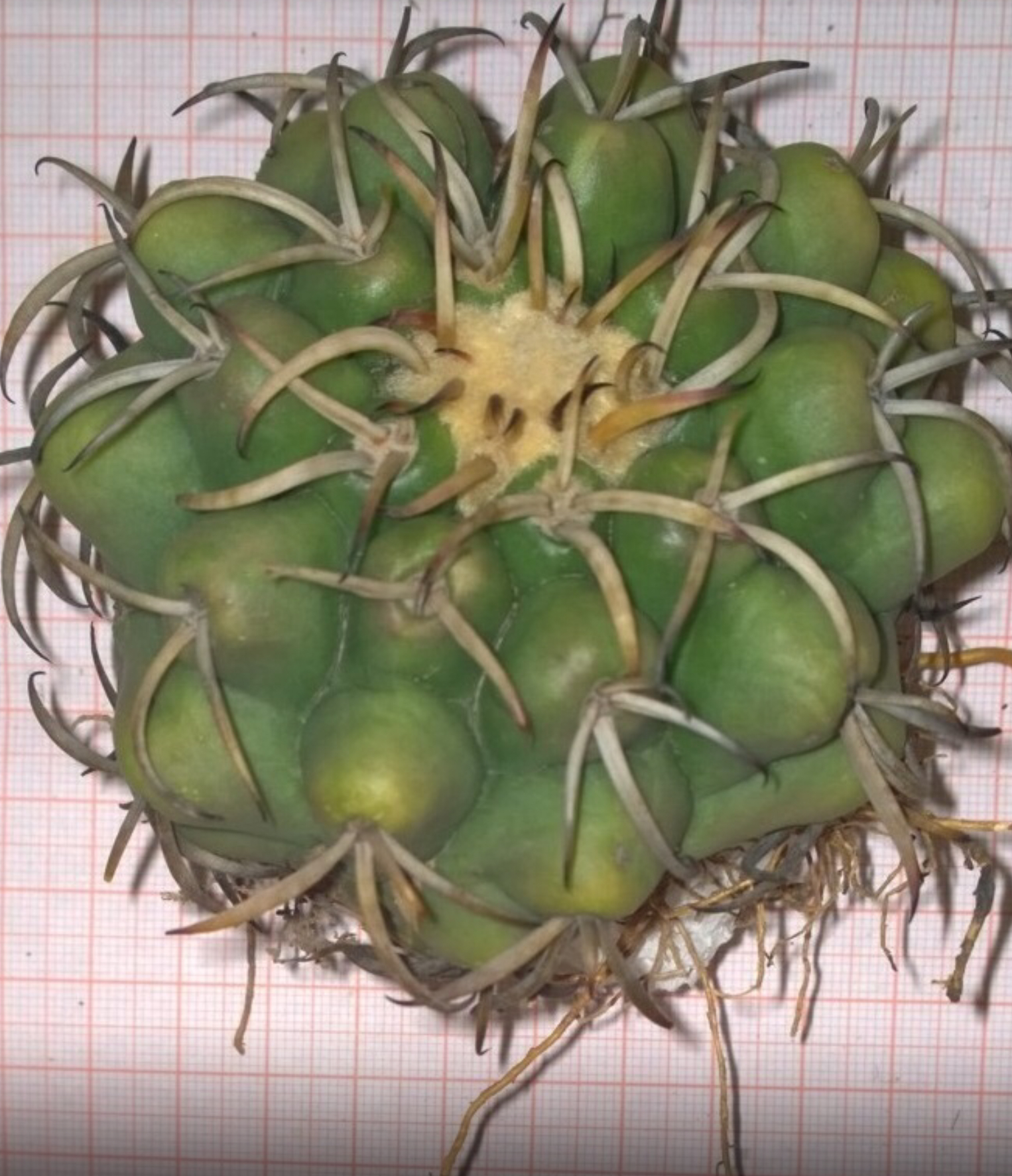
Discocactus heptacanthus subsp. goiasensis Isotyp

## Beschreibung
Discocactus heptacanthus wächst einzeln, mit hellgrünen bis hellgrauen, abgeflacht kugelförmigen bis kugelförmigen Körpern, die eine Wuchshöhe von 3 bis 7,5 Zentimetern und Durchmesser von 10 bis 15 Zentimetern erreichen. Es sind 10 bis 22 bis zu 2 Zentimeter hohe Rippen vorhanden, die gelegentlich spiralförmig angeordnet sind. Manchmal bestehen die Rippen aus rundlichen Höckern zwischen denen sich eine tiefe Furche befindet. Die 5 bis 11 kräftigen, aufgerauten, manchmal mit vertikalen Furchen versehenen, gelblich braunen Dornen vergrauen im Alter. Sie sind häufig etwas abgeflacht, manchmal auch nadelförmig und 1 bis 3 Zentimeter lang. Das aus weißerlicher bis grauer Wolle und bräunlichen, 3 bis 5 Zentimeter langen Borsten gebildete Cephalium ist 3 bis 4 Zentimeter hoch und erreicht Durchmesser von 2,5 bis 4,5 Zentimetern.
Die trichterförmigen Blüten sind bis zu 6,5 Zentimeter lang und weisen Durchmesser von 5 Zentimetern auf. Die keulenförmigen weiße Früchte sind grünlich rosafarben überhaucht. Sie werden bei Durchmessern von 6 Millimetern bis zu 28 Millimeter lang.

## Verbreitung, Systematik und Gefährdung
Discocactus heptacanthus ist in Brasilien, Paraguay und im Osten Boliviens verbreitet.
Die Erstbeschreibung als Malacocarpus heptacanthus erfolgte 1898 durch João Barbosa Rodrigues. Nathaniel Lord Britton und Joseph Nelson Rose stellten die Art 1922 in die Gattung Discocactus. Ein weiteres nomenklatorisches Synonym ist Neodiscocactus heptacanthus (Barb.Rodr.) Y.Itô (1981).
Discocactus heptacanthus wird in Anhang I des Washingtoner Artenschutz-Übereinkommen geführt. In der Roten Liste gefährdeter Arten der IUCN wird die Art als „Near Threatened (NT)“, d. h. als gering gefährdet geführt. Die Unterart Discocactus heptacanthus subsp. catingicola wurde 2002 als „Vulnerable (VU)“, d. h. gefährdet, geführt. Nach der Überarbeitung der Liste 2013 wird die Unterart als Art anerkannt und als „Least Concern (LC)“, d. h. als nicht gefährdet geführt.

## Nachweise